# Simone Berti
Simone Berti (nacido el 13 de junio de 1985 en Florencia, Italia) es un jugador italiano de baloncesto que actualmente juega en el Virtus TSB Cassino de la Serie B de Italia. Mide 1,96 metros de altura y juega en la posición de base/escolta.

## Trayectoria deportiva
Berti se formó en la cantera del Siena, debutando con el primer equipo en 2002. En las temporadas siguientes fue cedido a Cecina, Sant'Antimo y Brindisi. Vuelto al Siena en 2007, jugó una última temporada con el club, ganando una Liga italiana y una Supercopa de Italia. Posteriormente, militó en varios equipos italianos: Cantù, Pistoia, Junior Casale, Veroli y Biella. En el verano de 2015 fichó por el Azzurro Napoli.
Ha sido internacional con las Selecciones italianas Sub-18 y Sub-20.

## Palmarés
- Liga italiana (1): 2008
- Supercopa de Italia (1): 2007